# Hideo Fukui
Hideo Fukui (Kanagawa, 25 de setembro de 1977) é um triatleta profissional japonês. 

## Carreira

### Olimpíadas
Hideo Fukui disputou os Jogos de Sydney 2000, terminando em 36º lugar com o tempo de 1:52:04.79. 